# Франсіско Леон Франко
Франсіско Хав'єр Леон Франко (ісп. Francisco Leon Franco‎‎‎‎; 13 жовтня 1832 — 10 серпня 1880) — еквадорський політик, віце-президент в адміністрації Морено з 1869 до 1875 року, а також тимчасовий президент країни 1875 року.